# 스탬핑

스탬핑(stamping) 또는 스탬프 가공은 도구와 금형표면이 그물 모양으로 금속을 형성해가는 과정이다. 스탬핑에는 인쇄기, 스탬핑 프레스, 블랭킹, 엠보싱, 벤딩, 플랜징, 코이닝을 이용하여 구멍뚫기와 같은 다양한 판금 형성 제조 공정을 포함한다.
스탬핑은 보통 차가운 판금에서 이루어진다. 뜨거운 금속 형성 작업에 대해서는 단금 문서를 참고.

## 같이 보기
- 구멍뚫기